# 有峰口駅
有峰口駅（ありみねぐちえき）は、富山県富山市小見にある富山地方鉄道立山線の駅である。駅番号はT54。

## 歴史

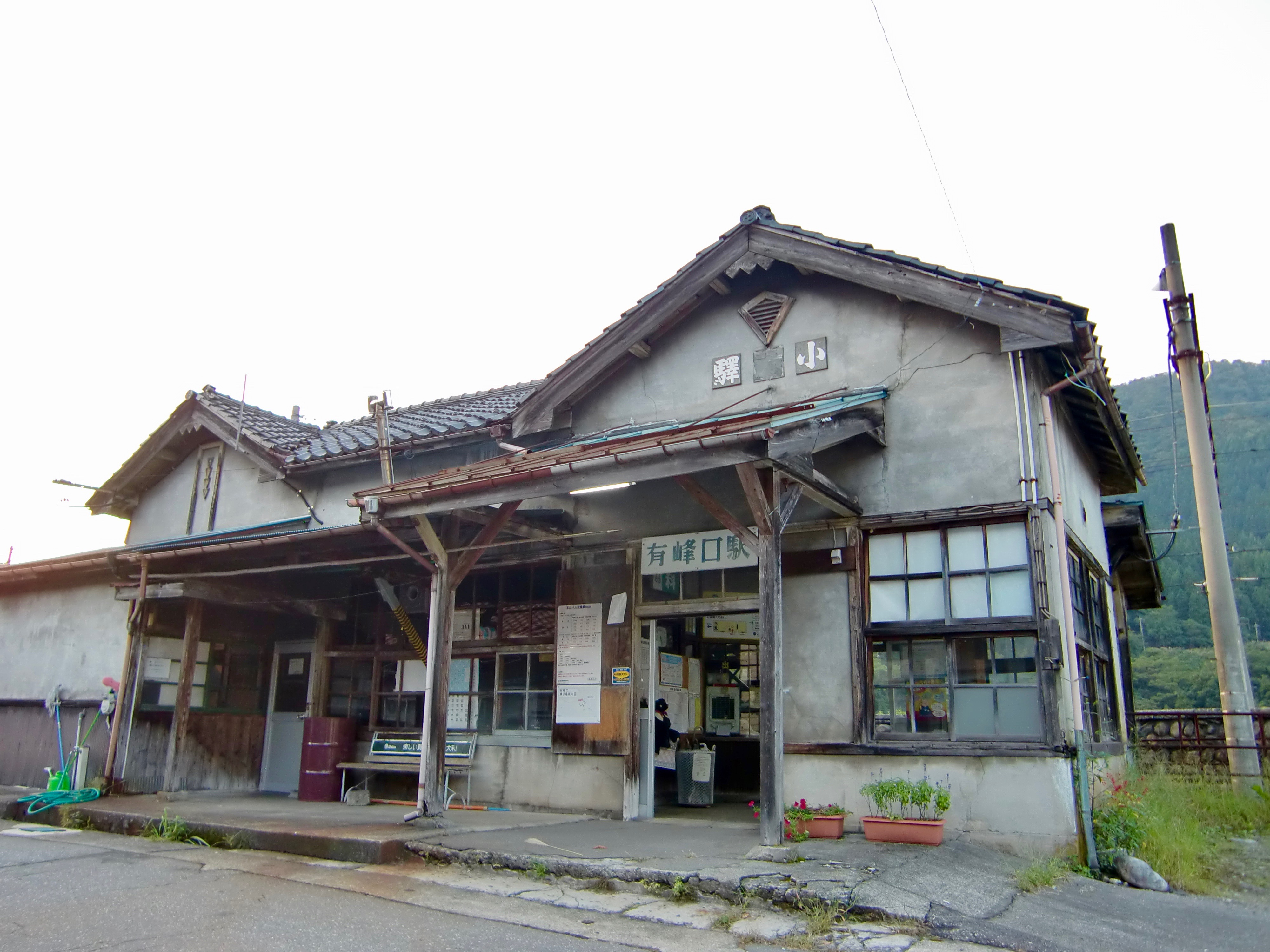
リフォーム前の駅舎（2013年）

当初は小見駅として開業したが、日本国有鉄道及び名古屋鉄道の列車乗り入れに備え、有峰湖への最寄駅であることから観光客誘致のために改称された。

### 年表
- 1937年（昭和12年）10月1日：富山県営鉄道千垣駅 - 粟巣野駅間開通に伴い、小見駅（おみえき）として開業する[3]。
- 1942年（昭和17年）6月1日：日本発送電に譲渡される[3]。
- 1943年（昭和18年）1月1日：富山地方鉄道の駅となる[3]。
- 1969年（昭和44年）6月1日：貨物の取扱を廃止する[4]。
- 1970年（昭和45年）7月1日：日本国有鉄道及び名古屋鉄道の列車乗り入れに備え、有峰口駅に改称する[2]。
- 1985年（昭和60年）11月25日：連絡運輸廃止[5]。
- 1989年（平成元年）9月1日[6]もしくは1997年（平成9年）8月1日[7]：無人化。

## 駅構造
島式ホーム1面2線を持つ地上駅で、駅舎からは構内踏切を通ってホームに上がる構造になっている。駅舎内には出札窓口があるが現在は無人駅になっており、駅舎の隣にはトイレがある。特急停車駅であり、かつては名古屋鉄道より乗り入れた特急北アルプスやJR西日本の特急サンダーバードも停車した。当駅では電車の離合は右側通行になっている。
開業以来の木造駅舎を有しており、この駅舎は2020年（令和2年）に外壁の張り替えや窓のサッシ化など大規模なリフォームが行われている。

### のりば
| のりば         | 路線    | 行先                                    |
| -------------- | ------- | --------------------------------------- |
| 下り（駅舎側） | ■立山線 | 立山方面                                |
| 上り           | ■立山線 | 岩峅寺・寺田・（■本線経由）電鉄富山方面 |

## 貨物取扱
当駅における貨物取扱は1969年（昭和44年）6月1日に廃止された。当駅接続の北陸電力専用線からは有峰ダム建設に用いられたセメントが、1958年（昭和33年）4月9日までは富山港線大広田駅に接続し、1958年（昭和33年）4月10日からは同線蓮町駅の管轄となった小野田セメント専用線より輸送されていた。セメント輸送は1958年（昭和33年）から1959年（昭和34年）にかけて一日平均700から800トンに及ぶ最盛期を迎え、それまでの一日一列車から二日当たり三列車に増便された。
1951年（昭和26年）12月15日付『鉄道公報』第732号通報「専用線一覧について（営業局）」別表によると、当駅接続の専用線は次の通りであった。
- 東邦製鋼所線（動力：富山地方鉄道所有機関車、作業粁程：0.7粁）

1967年（昭和42年）7月1日現在における当駅接続の専用線は以下の通りであった。
- 北陸電力線（第三者使用：日本通運、動力：富山地方鉄道所有機関車、作業粁程：0.9粁）

当駅構内に設けられたセメントサイロ
当駅北陸電力専用線における重量物荷卸
常願寺川鉄橋上を行くセメント輸送貨物列車

## 利用状況
「富山市統計書」によると、2019年（令和元年）度の1日平均乗車人員は43人である。
近年の1日平均乗降・乗車人員は以下の通り。
| 年度   | 1日平均 乗降人員 | 1日平均 乗車人員 |
| ------ | ---------------- | ---------------- |
| 1997年 | 123              |                  |
| 1998年 | 108              |                  |
| 1999年 | 97               |                  |
| 2000年 | 91               |                  |
| 2001年 | 87               |                  |
| 2002年 | 91               |                  |
| 2003年 | 91               |                  |
| 2004年 | 88               |                  |
| 2005年 | 89               |                  |
| 2006年 | 91               | 45               |
| 2007年 | 87               | 42               |
| 2008年 | 91               | 46               |
| 2009年 | 87               | 44               |
| 2010年 | 88               | 46               |
| 2011年 | 84               | 44               |
| 2012年 | 85               | 44               |
| 2013年 | 81               | 41               |
| 2014年 | 79               | 40               |
| 2015年 | 84               | 43               |
| 2016年 | 79               | 38               |
| 2017年 | 83               | 40               |
| 2018年 | 86               | 42               |
| 2019年 | 86               | 43               |
| 2020年 | 72               | 36               |
| 2021年 | 72               | 36               |
| 2022年 | 72               | 34               |

## 駅周辺
- 小見地区センター
- 小見郵便局
- 富山市立小見小学校
- 亀谷温泉
- 白樺平

## バス路線
夏季（7月 - 9月）には、有峰林道を経由する、亀谷温泉、展望台、有峰記念館、折立方面への登山バスが運行される。
「有峰口駅前」に発着する便のほか、富山駅 - 折立間の直通バスも駅近くの「有峰口」停留所に停車する。

## 隣の駅
富山地方鉄道
■立山線
■アルペン特急
通過
■特急
岩峅寺駅 (T51) - 有峰口駅 (T54) - 立山駅 (T56)
■普通
千垣駅 (T53) - 有峰口駅 (T54) - 本宮駅 (T55)